# Winter der Welt
Winter der Welt (Original: Winter of the World) ist ein historischer Roman des britischen Schriftstellers Ken Follett aus dem Jahr 2012. Es ist nach Sturz der Titanen der zweite Teil der Trilogie „Die Jahrhundert-Saga“. Wie im ersten Teil erzählt Ken Follett die Geschichte verschiedener Familien aus verschiedenen Ländern und deren Verstrickungen.

## Klappentext
„Es ist eine Zeit des Umbruchs, eine Zeit der Finsternis. Aber auch der Hoffnung, die selbst das tiefste Dunkel erfüllt. Während sich die Lage in Europa gefährlich zuspitzt, versuchen drei junge Menschen heldenhaft ihr Schicksal zu meistern: Der Engländer Lloyd Williams wird Zeuge der Machtergreifung Hitlers und entschließt sich gegen den Faschismus zu kämpfen. Die deutsche Adelige Carla von Ulrich ist entsetzt über das Unrecht, das im Namen des Volkes geschieht, und geht in den Widerstand, während die lebenshungrige Amerikanerin Daisy nur vom sozialen Aufstieg träumt - und eine bitterböse Überraschung erlebt! Liebe und Hass, Anpassung und Widerstand bilden ein schicksalhaftes Geflecht vor dem großen Panorama des Zweiten Weltkriegs, der dramatischen Zeitenwende des zwanzigsten Jahrhunderts“.

## Thematik
Der Roman behandelt die Geschichten mehrerer Familien aus Deutschland, dem Vereinigten Königreich, der Sowjetunion und den Vereinigten Staaten, die in den Zeiten totalitärer Regime spielen. Mittelpunkt bildet die Geschichte des Diplomaten Walter von Ulrich und seiner britischen Frau Maud und ihrer nächsten Generation. Handlungsrahmen bilden die Jahre 1933 bis 1949 vor dem Hintergrund der Weltmächte und der Schicksale von Personen im Zweiten Weltkrieg. Geschildert wird unter anderen die Machtergreifung der Nationalsozialisten im Jahre 1933, der Hitler-Stalin-Pakt, Euthanasie, die Swingjugend, Pearl Harbor, Midway, Atombombenforschung und -spionage, der Spanische Bürgerkrieg und die Schlacht von Belchite.
Während im ersten Teil (Sturz der Titanen) Maud Fitzherbert (nach Heirat von Ulrich), Gus Dewar und Grigori Peshkov die Hauptfiguren darstellen, sind es in „Winter der Welt“ ihre Kinder, deren Lebensgeschichte geschildert wird. Leitmotive sind Hoffnung der Menschen, sowie ihre Macht, Politik und Reichtum, des Weiteren Spionage, Gefangenschaft, Flucht, Mord, Krieg, unerfüllte Lebensträume, Gefühlskälte und Misanthropie, welche das Spannungsfeld der jungen Protagonisten Carla von Ulrich, Daisy Peshkov, deren Halbbruder Greg, Lloyd Williams und Woody Dewar bilden. Das Jahr 1933 verändert die Schicksale ihrer bürgerlichen Existenzen grundlegend. Weltwirtschaftskrise und eine zunehmende politische Radikalisierung erschweren ihre Zukunft. Maud und Walter von Ulrich, ein politisch aktives Ehepaar, bemüht sich, aus seinen Kindern mündige Staatsbürger zu machen. Sie entwickeln sich konträr. Während die Tochter Carla permanent Fragen zu politischen Missständen stellt, unter anderem wird sie Zeuge, wie die SA den Zeitungsverlag ihrer Mutter stürmt, wird der ältere Bruder Erik von den Nationalsozialisten angeworben. Obwohl seine Eltern an seinen Verstand und an seine Menschlichkeit appellieren, erreichen sie ihren Sohn nicht mehr. Erst wesentlich später, als Sanitäter an der Ostfront, erkennt Erik seinen Irrtum.
Zur gleichen Zeit in England engagiert sich Ethel, ein ehemaliges Dienstmädchen, welches zur Parlamentsabgeordneten aufgestiegen war, im gewaltlosen Protest gegen faschistische Strömungen in ihrem Land. Ethels Sohn Lloyd hat während eines Aufenthaltes in Deutschland den Reichstagsbrand und damit Weltgeschichte persönlich erlebt, den Terror der Extremisten am eigenen Leib erfahren und engagiert sich wie seine Mutter gegen den Faschismus. Lloyd erkennt, dass das Gesetz nicht auf dem Papier steht, sondern „von einer braunen Uniform“ gemacht wird.
Follett führt nahezu alle wichtigen historischen Ereignisse aus dem globalen Blickwinkel an und „macht Geschichte fühlbar“.
Treibendes Element ist die Gefühlswelt der Hauptfiguren, die schicksalhaften Verstrickungen der jungen Generation und die Gleichberechtigung von Mann und Frau. Auch in diesem Werk sind „starke Frauen“ ein wichtiges Leitmotiv.

## Zusammenfassung
Die Geschichte beginnt im Jahr 1933 in Berlin vor dem Hintergrund der deutschen Niederlage im Ersten Weltkrieg, der damit verbundenen Krise und der Machtergreifung durch die Nationalsozialisten. Obwohl die Reichstagswahlen in einem Klima der Einschüchterung stattfinden, gelingt es den Nationalsozialisten nicht, die absolute Mehrheit zu erringen. Hitler beschließt, nachdem er Unterstützung durch Nationalisten und Katholiken gewonnen hat, das Ermächtigungsgesetz und erreicht damit eine diktatorische Position. Alle politischen Gegner werden aus dem Reichstag vertrieben und verhaftet, unter ihnen Walter von Ulrich, Mitglied der Sozialdemokraten. Seine Frau Maud führt eine Opposition gegen die NSDAP, welche verboten wird. Im Zuge dieser turbulenten Ereignisse halten sich Ethel Leckwith, eine alte Freundin von Maud und ehemaliges Mitglied des britischen Parlamentes und ihr Sohn Lloyd Williams, Student moderner Sprachen an der Universität Cambridge, in Deutschland auf. Lloyd beabsichtigt, seine Deutschkenntnisse aufzubessern und seine Mutter will ein Buch über die Brutalität des Faschismus schreiben. Lloyd wird Zeuge, wie Robert von Ulrich, ein Cousin von Walter von Ulrich, und sein Begleiter Jörg wegen des Vorwurfes der Homosexualität von der Gestapo verhaftet werden. In Gefangenschaft erleben Robert und Lloyd, wie Jörg im KZ Oranienburg von ausgehungerten Hunden getötet wird. Carla, die minderjährige Tochter von Walter und Maud ist heimlich in Werner Franck verliebt, den Sohn eines reichen Industriellen und Nationalsozialisten. Carla, welche den Berufswunsch besitzt, Ärztin zu werden, hilft der Zofe Ada bei der Geburt ihres Kindes, welches schwer krank auf die Welt kommt. Währenddessen tritt Carlas Bruder Erik von Ulrich in die Hitlerjugend ein.
Lloyd und Ethel beschließen, nach England zurückzukehren. In Cambridge lernt Lloyd Daisy Peshkov kennen, welche in Großbritannien Anschluss an den britischen Adel sucht und sich somit Seriosität verspricht. Ihr Vater Lev Peshkov ist ein Ex-Gangster in Buffalo. Lloyd fühlt sich unwiderstehlich zu der jungen Frau hingezogen. Diese jedoch zieht den jungen Viscount Aberoven „Boy“ Fitzherbert, ein prominentes Mitglied der Britischen Union der Faschisten vor. Ihr Ziel ist es, der britischen High Society beizutreten. Lloyd ist enttäuscht, gibt jedoch die Hoffnung nicht auf, Daisy für sich zu gewinnen. Die britischen Faschisten planen eine Parade durch London, was jedoch durch Mitglieder der Labour Party, Lloyd und seine Familie, verhindert werden soll. Während der Parade erkennt Lloyd Daisy an der Seite von „Boy“. Sie erzählt ihm, dass sie vor kurzem geheiratet habe. Lloyd beschließt zusammen mit seinem Cousin Dave Williams, dem Sohn von Billy und seinem Freund Lenny Griffiths, England zu verlassen und am Spanischen Bürgerkrieg zwischen den Putschisten unter General Franco und der demokratisch gewählten Volksfrontregierung teilzunehmen. Während der Kriegshandlungen trifft Lloyd Wolodja Peschkow, ein Mitglied der Roten Armee, mit dem er in Berlin gegen die Nationalsozialisten gekämpft hatte. Lloyd macht seine persönlichen Erfahrungen mit der Desorganisation und der Brutalität der Kommunisten. Dennoch zieht er den Kommunismus dem Faschismus vor. Die Franco-Rebellen gewinnen die Oberhand, gelangen an die Macht und es kommt zu einer Verhaftungswelle von politischen Gegnern. Enttäuscht kehrt Lloyd nach Hause zurück.
In den Vereinigten Staaten verfolgen Woody und Chuck Dewar, Söhne des Senators Gus Dewar und seiner Frau Rosa, zwei unterschiedliche Ansätze: Während Woody gerne Fotojournalist werden möchte, ist der Berufswunsch von Chuck eine Karriere in der US-Marine. Woody verliebt sich in Joanne Rouzrokh, was jedoch von ihr nicht erwidert wird.
In Europa wird der bevorstehende Krieg immer wahrscheinlicher. Nach der Annexion Österreichs und der Tschechoslowakei marschiert Deutschland am 1. September 1939 in Polen ein. Noch gilt der Hitler-Stalin-Pakt, jedoch wird vermutet, dass dieser Zustand nicht von Dauer sein wird. Nach langem Zögern stellt der britische Premierminister Chamberlain Deutschland ein Ultimatum für den Abzug seiner Truppen aus Polen. Hitler antwortet nicht und so wird die britische Armee mobilisiert. Viele Landhäuser des britischen Adels stellen ihre Grundstücke für Ausbildung und Vorbereitung der Armee zur Verfügung, unter ihnen auch der Landsitz der Fitzherberts. Daisy und „Boy“ erwarten ein Kind, doch ihre Ehe ist nicht glücklich, da „Boy“ ständig abwesend ist und sich mehr um die Luftfahrt als um seine Frau kümmert. Daisy hadert mit ihrem Schicksal und erkennt, dass sie sich von ihrem Wunsch, ein Mitglied der High Society von London zu sein, blenden ließ. Sie erkennt, dass sie für Lloyd Gefühle hat und lädt ihn zu einem romantischen Abend ein. Da erscheint „Boy“ und veranlasst, dass Lloyd am nächsten Tag aus der Armee entlassen wird. Lloyd findet ein Foto und entdeckt die Identität seines leiblichen Vaters. Widerwillig eröffnet ihm seine Mutter Ethel, dass er der Sohn des Earl Fitzherbert sei.
Wolodja Peschkow reist nach Deutschland, um geheime Informationen der Roten Armee zu überbringen. Er trifft sich mit Werner Franck, seiner Schwester Frieda und Heinrich von Kessel, einem Freund von Carla von Ulrich. Carla hat mittlerweile ihren Traum, Ärztin zu werden, aufgrund von Vorurteilen und Ressentiments der Nationalsozialisten gegenüber der Rolle der Frau aufgegeben und möchte nun Krankenschwester werden. Ihr Bruder Erik studiert zusammen mit seinem Freund Hermann Braun Medizin. Deutsche Truppen erobern die Beneluxländer und den Norden von Frankreich, sie nehmen Paris ein. In England wurde inzwischen der Premierminister Chamberlain durch den tatkräftigen Churchill ersetzt. Der Hitler-Stalin-Pakt wird 1941 von Deutschland gebrochen und die Wehrmacht drängt die Rote Armee während des Deutsch-Sowjetischen Krieges bis kurz vor Moskau zurück. Im Kriegswinter 1941/1942 wendet sich das Blatt, und die Sowjets können im Laufe ihrer Gegenoffensive deutsche Angriffsverbände weit zurückdrängen. Es kommt zur Katastrophe für die deutsche Armee. Wolodja gewinnt wertvolle Informationen, die für seine weitere Karriere von Bedeutung sein werden.
Woody Dewar flirtet nach Jahren wieder mit Joanne Rouzrokh, und dieses Mal kann er sie für sich gewinnen. Die beiden planen ihre Heirat. Greg Peshkov, Sohn von  Lev und seiner Geliebten Marga, Bruder von Daisy, absolviert sein Physikstudium an der Universität von Harvard mit Auszeichnung. Er träumt hingegen von einer politischen Karriere im US State Department. Er wird Vater von George, eines farbigen Kindes, mit der jungen aufstrebenden Schauspielerin Jacky Jakes. Greg liebt sein Kind, entscheidet sich aber dazu, nur die Rolle als sein Onkel anzunehmen.
Lloyd darf nach England zurückkehren und trifft sich mit Daisy. Die beiden planen eine Zukunft nach dem Krieg und eine Familie mit Kindern. Lloyd, selbst ein uneheliches Kind, schreckt davor zurück. Aus diesem Grunde will er eine Vaterschaft erst nach Heirat. Daisy, noch mit „Boy“ Fitzherbert verheiratet, bittet diesen um Scheidung, was dieser verweigert. Lloyd muss ins Militär zurück und Daisy sucht Anschluss bei seiner Mutter Ethel.
In Deutschland entdecken die von Ulrichs ein Krankenhaus, in dem kranke oder behinderte Menschen im Rahmen des Euthanasieprogramms der Nationalsozialisten getötet werden. Nach einer Beschwerde Walter von Ulrichs wird dieser verhaftet und von der Gestapo gefoltert. Nach der Misshandlung wird er nach Hause entlassen, wo er in den Armen seiner Frau Maud stirbt. Carla schleicht sich zusammen mit ihrer Freundin Frieda in jenes besagte Krankenhaus, wo sie nach Beweisen für die Tötungen suchen. Um bei der öffentlichen Meinung keinen Verdacht zu erwecken, wird das Krankenhaus geschlossen. Carla ist enttäuscht von Werner Franck; in sowjetische Geheimdienstaktivitäten verwickelt, weigert sich dieser, bei der Aktion mitzumachen. Carla verlässt ihn.
Doch nach einem Jahr findet Carla einen verzweifelten Werner vor. Er erklärt ihr, dass er als Spion der Sowjetunion gearbeitet habe und deshalb nicht mitmachen konnte, denn aus dem Gefängnis heraus, in dem er dann womöglich säße, hätte er der Sowjetunion keine Informationen mehr liefern können. Daraufhin verzeiht Carla ihm und von da an sind sie ein Paar.
Chuck Dewar arbeitet für die US-Navy auf einem Marinestützpunkt auf Hawaii. Seinem Bruder Woody gesteht er seine Homosexualität und seine Beziehung zu seinem Kollegen Eddie Parry. Im Dezember 1941 beschließt der Rest der Familie Dewar, Chuck auf Hawaii zu besuchen. Gus, Rosa, Woody und Joanne geraten in den japanischen Angriff auf Pearl Harbor. Joanne kommt dabei ums Leben, und Woody ist fortan ein gebrochener Mann. Nach dem Angriff erklären die USA Japan und Deutschland den Krieg. Im Laufe des Pazifikkrieges fällt Chuck, als er Eddie in den Kampfhandlungen retten will. Amerikanische Truppen dringen nach Italien und Frankreich ein, als gleichzeitig die Ostfront für die Wehrmacht zusammenbricht. Es bestehen immer weniger Zweifel am Ausgang des Krieges.
In Frankreich wird Lloyd Zeuge beim Tod von „Boy“. Einerseits empfindet er Trauer, andererseits Freude, endlich in der Lage sein zu können, Daisy zu heiraten.
In England trifft Woody Dewar auf einer Party die Geschichtsstudentin Bella, welche in Oxford studiert. Beide empfinden Zuneigung füreinander, doch dann muss Woody zurück in den Krieg. Alliierte Truppen haben begonnen, in Deutschland einzumarschieren und Berlin einzukreisen. Im April 1945 begeht Hitler in seinem Berliner Bunker Selbstmord. Damit ist der Krieg in Europa vorbei. Deutschland wird in Besatzungszonen aufgeteilt. Sowjetische Soldaten hausen im besetzten Deutschland ähnlich brutal wie die Nationalsozialisten, töten und vergewaltigen dabei viele Frauen. Als Carla ein Mädchen retten will, wird sie selbst Opfer einer Vergewaltigung. Neun Monate später hat sie den kleinen Walter bekommen. Werner und Erik befinden sich in sowjetischen Gefangenenlagern. Berlin ist zerstört und die Bevölkerung hungert. Geld hat seinen Wert verloren. Einige Frauen prostituieren sich bei den Alliierten für Wasser, Nahrung und Gefälligkeiten. In der sowjetischen Besatzungszone wird die politische Opposition gegen den Kommunismus unterdrückt. Als Werner und Erik aus sowjetischer Gefangenschaft zurückkehren, findet Werner Carla mit dem kleinen Walter vor und zieht falsche Schlüsse. Doch Carla erklärt sich und die beiden heiraten. Sie adoptieren ein jüdisches Waisenmädchen, kümmern sich um den kleinen Walter und bekommen eine Tochter. Allerdings sind sie zu einem Leben unter Entbehrungen gezwungen. Erik tritt der Kommunistischen Partei bei und wird Mitglied der sowjetischen Polizei.
Lloyd ist nach Hause zurückgekehrt und möchte als Abgeordneter kandidieren. Daisy hilft ihm bei seiner Kampagne, befürchtet jedoch Nachteile wegen ihrer Vergangenheit mit ihrem faschistischen Exmann. Lloyd gewinnt die Wahl mit der Labour Party. Der Kriegsheld Churchill unterliegt in den Wahlen. Lloyd und Daisy können endlich heiraten. Aus ihrer Verbindung heraus werden zwei Kinder, Eva und Davey, geboren. Lloyd macht Karriere und wird besonderer Assistent von Außenminister Ernest Bevin und schließlich Staatssekretär des Auswärtigen Amtes. Seine Mutter Ethel wird Ministerin für Bildung und Billy Williams Bergbauminister. Die Außenminister Marshall, Bevin und Lloyd sind mit der schwierigen Situation in Nachkriegsdeutschland konfrontiert und beschließen eine neue Währung für die Bundesrepublik Deutschland.
Während der Krieg in Europa vorbei ist, hält der im Pazifik an. Japan weigert sich, sich den vorrückenden Amerikanern zu ergeben. Die USA beginnen mit dem Bau der Atombombe. Ihr Abwurf auf Hiroshima und Nagasaki zwingt Japan zur Kapitulation. Auch Stalin hat sein Atomwaffenentwicklungsprogramm weiter ausgebaut. Unter den russischen Atomphysikern ist auch die junge Zoja, Ehefrau von Wolodja Peshkov. Wolodja versucht in den USA Konstruktionspläne der amerikanischen Atombombe auszuspionieren und sie zu stehlen. Dabei entdeckt er das Gefühl der amerikanischen Freiheit.
1949 hat die UdSSR die Atombombe. Es beginnt der Kalte Krieg.

## Zitat
„Erik sang das Lied mit feierlichem Ernst. Er unterstützte das Sowjetregime genauso blind, wie er einst die Nazis unterstützt hatte. Carla war anfangs verwirrt und wütend darüber gewesen; inzwischen aber hatte sie erkannt, dass diesem Verhalten eine traurige Logik zugrunde lag: Erik gehört zu den Menschen, die so viel Angst vor dem Leben hatten, dass sie es vorzogen, unter einem autoritären Regime zu leben. Sie brauchten jemanden, der ihnen sagte, was sie tun oder denken sollten. Diese Menschen waren dumm und gefährlich, und es gab schrecklich viele von ihnen“.

## Rezeption
„Winter der Welt“ führte mehrere Wochen die Bestseller-Listen an.

### Auszeichnungen
- 2012 LovelyBooks Leserpreis in der Kategorie Historischer Roman

### Kritik
„Spannende Geschichte: Follets „Winter der Welt“. Mehr als 1000 Seiten, zigmal durchgekauter Geschichtsstoff und Dutzende Figuren und Nebenfiguren – und das soll spannend sein? Ist es, wenn von Ken Folletts („Die Säulen der Erde“) neuem Roman „Winter der Welt“ die Rede ist. In seiner Jahrhunderttrilogie nimmt sich der Waliser im zweiten Band der Themen Nazireich und Weltkrieg an. Seine Helden sind zuweilen etwas hölzern, die Guten zu gut und die Bösen zu böse. Aber der Roman ist spannend und dank gründlicher Recherche liest man ganz nebenbei ein Geschichtsbuch.“

„Tiefe Einblicke in die braune Hölle. Politik hat Ken Follett schon oft zum spannenden Inhalt seiner Romane gemacht. Den dankbarsten Stoff findet er allerdings im Zweiten Weltkrieg. Daraus macht der Waliser in Winter der Welt eine Familiensaga, die spannender als jedes Geschichtsbuch den Kampf gegen die braune Hölle antritt.“

„Große Liebe und unbändiger Hass, Anpassung und furchtloser Widerstand und das alles, vor dem Panorama des Zweiten Weltkriegs. Ken Follett hat es wieder einmal geschafft, ein schicksalhaftes Geflecht von miteinander verbundenen Personen zu bilden, ohne das man den Überblick über die Handlung verliert. Der dritte Band der Jahrhundert-Saga ist derzeit in Arbeit. Die Fans können gespannt sein!“

„Niemand versteht es wie Ken Follett, Buchseiten zum Leben zu erwecken. Egal, ob Thriller, historischer Roman oder in diesem Fall Zeitgeschichte, der 63-Jährige schreibt so überzeugend, als wäre er selbst dabei gewesen“

„Ken Follett versteht es, uns Leser dieses dunkle Kapitel der Geschichte hautnah miterleben zu lassen, den Schrecken, die Unmenschlichkeit, die Grausamkeit, die Zerstörung, aber auch die Liebe und die Hoffnung“

„So lässt er seine Charaktere im neuen Buch, die Familien und ihre Nachkommen aus dem ersten Band, die historischen Persönlichkeiten erleben. Sie sehen Hitler im ausgebrannten Reichstag und sind bei der dramatischen Reichstagssitzung zum sogenannten Ermächtigungsgesetz dabei, sie verfolgen den Machtkampf in London zwischen Attlee und Churchill, und sie werden Zeuge, wie die Schleimer aus dem Politbüro den apathischen und depressiven Stalin in seiner Datscha bei Moskau zum Weitermachen überreden. Mit dem historisch belegten Ergebnis: der Niederlage der Wehrmacht und der Ausdehnung des sowjetischen Imperiums bis an die Elbe. Das ist überhaupt eine der großen Stärken des dicken Wälzers im wuchtigen Ziegelsteinformat: Follett bietet schonungslose Wahrheiten. Er nennt und beschreibt den Terror im Detail. Er lässt Homosexuelle im KZ Oranienburg von den ausgehungerten Schäferhunden der SS in Stücke reißen. Die Gestapo prügelt ihre Gefangenen zu Fleischklumpen und liefert sie zum Sterben noch zuhause ab. In Spanien erschießt ein russischer Geheimdienstoffizier seine eigenen Soldaten als Deserteure, weil sie sich nach einem sinnlosen, verlustreichen Angriff ohne Munition zurückgezogen haben. Dabei bleibt Follett nicht beim einfachen Schwarz-Weiß-Schema. Sein Farbspektrum ist breit und feinstufig zugleich. Er malt die groben Raster mit Zwischentönen aus. Neben brutalen Nazis gibt es Nazis, die ganz anders sind und mehr oder weniger schnell und gründlich den Irrtum erkennen. Es gibt Soldaten, Politiker und Geschäftsleute, die öffentlich mutig sind und privat feige. Und andersherum.“

## Personen
- Carla von Ulrich: Anfangs elfjähriges Mädchen, das noch ziemlich naiv ist und für Werner Franck schwärmt. Durch den Krieg wird sie zu einer reifen mutigen Frau. Sie hilft den Juden, indem sie beispielsweise Medikamente aus dem Krankenhaus schmuggelt und ihrem mit Berufsverbot belegten jüdischen Hausarzt zukommen lässt und im jüdischen Krankenhaus hilft. Außerdem ist sie im Widerstand gegen das Regime aktiv, indem sie Schlachtpläne für ein Berliner Spionagenetzwerk beschafft und später dessen Leitung übernimmt. In den letzten Kriegstagen wird sie von mehreren russischen Soldaten vergewaltigt und gebiert einen Sohn, den sie nach ihrem verstorbenen Vater benennt. Nachdem ihr Freund Werner aus der Kriegsgefangenschaft zurückkehrt, heiraten beide und bilden zusammen mit dem Sohn und einem adoptierten Mädchen eine Familie.  Später engagiert sich Carla im Lokalparlament und bekommt von Werner eine Tochter, die sie nach einer hingerichteten Widerstandskämpferin Lili nennen.
- Lloyd Williams: Ist zu anfangs ein Student in Cambridge und mit seiner Mutter bei den von Ulrichs zu Besuch, er ist schockiert über die Faschisten und will dagegen ankämpfen. Durch seine Ablehnung der Faschisten meldet er sich freiwillig zum Spanischen Bürgerkrieg, aus dem er desillusioniert zurück nach England kommt. Durch seine dort gewonnenen Erfahrungen und seine erfolgreiche Flucht aus deutscher Kriegsgefangenschaft wird er als Fluchthelfer für alliierte Soldaten rekrutiert. Über seine große Liebe Daisy Peshkov erfährt er von seinem richtigen Vater und seinem Halbbruder. Schon als jugendlicher sozialdemokratisch aktiv, wird er nach Kriegsende in das Britische Unterhaus als Abgeordneter für den Londoner Stadtteil Hoxton gewählt.
- Daisy Peshkov: Ist eine anfangs oberflächliche junge Amerikanerin, die, nachdem sie aufgrund des Verhaltens ihres Vaters von der Gesellschaft in Buffalo geschnitten wird, Anschluss zum englischen Adel sucht, um anerkannt zu werden. In England heiratet sie den adeligen  „Boy“ Fitzherbert, der sich während ihrer Ehe als notorisch untreu erweist. Als sie eine Fehlgeburt erleidet, bei der Lloyd Williams ihr treu zu Seite steht, merkt sie, dass sie eigentlich diesen liebt und besinnt sich allmählich nicht nur an sich und ihren Status, sondern auch an andere zu denken. Während des Blitzkrieges meldet sie sich freiwillig als Krankenwagenfahrerin und lernt dabei zufällig Lloyds Mutter Ethel kennen. Obwohl sie nach öffentlicher Bloßstellung aus dem gemeinsamen Haus auszieht und vom englischen Adel ausgegrenzt wird, verweigert Boy ihr die Scheidung. Erst nach seinem Tod kann sie Lloyd heiraten, mit dem sie öffentlich zusammenlebt.
- Maud von Ulrich: Ist die Mutter von Carla, die Ehefrau von Walter und die Schwester von Earl Fitzherbert.
- Ethel Leckwith: Ist die Mutter von Lloyd und tritt für die Frauenrechte in England ein und ist Abgeordnete des Unterhauses für den Stimmbezirk Aldgate.
- Frieda Franck: Ist die Schwester von Werner und beste Freundin von Carla. Sie ist auch im Widerstand aktiv.

## Schauplätze
Der episodenhaft gegliederte Roman spielt an verschiedenen Schauplätzen Europas wie Berlin, London und Moskau. In den USA wird die Geschichte der ausgewanderten Familie Peshkov in Buffalo/New York erzählt.
Ein Teil der Erzählung findet unter anderem in Belchite, Provinz Saragossa, Spanien statt. Ein Ort, der von Follett selbst bereist wurde und dem er seine besondere Aufmerksamkeit widmet. Der waliser Erfolgsautor stellte sein Buch in diesem Ort vor, was zu einem kleinen medialen Ereignis wurde. Belchite wurde in den 1930er Jahren während des Spanischen Bürgerkrieges während der Schlacht von Belchite fast völlig zerstört. Für Follett hat der historische Ort, dessen Kriegsspuren bis heute erhalten sind, einen Symbolcharakter im Kampf von europäischen Freiwilligen gegen die Armee des General Francos. In einer fiktiven Szene des Romans werden hier 30 Republikaner im Feuergefecht getötet. Follett zeigt hier einen Höhepunkt der Willkür und der menschenverachtenden Führung der Republikaner durch sowjetische Kommissare und Geheimdienstler.

## Ausgaben
- Winter of the World: Book Two of the Century Trilogy. 1. Auflage. Dutton Adult Verlag, 2012, ISBN 978-0-525-95292-3.
  - Winter der Welt: Die Jahrhundert-Saga. aus dem Englischen übersetzt von Dietmar Schmidt und Rainer Schumacher. Bastei Lübbe, 2012, ISBN 978-3-7857-2465-1. (eine Woche lang im Jahr 2012 auf dem Platz 1 der Spiegel-Bestsellerliste)
  - Winter der Welt: Die Jahrhundert-Saga. Bastei Lübbe, 2012, ISBN 978-3-7857-4687-5. (Audiobook).
  - Winter der Welt: Die Jahrhundert-Saga. Lübbe Digital, 2012. (Kindle Edition, 2.595 KB).